# Buchholz (Herzogtum Lauenburg)
Buchholz ist eine Gemeinde im Kreis Herzogtum Lauenburg in Schleswig-Holstein. Sie liegt am Westufer des Ratzeburger Sees im Naturpark Lauenburgische Seen.

## Geschichte
Buchholz wurde im Jahre 1277 erstmals urkundlich erwähnt. Es gehörte schon im Mittelalter und der beginnenden Neuzeit zum Herzogtum Lauenburg.

## Politik

### Gemeindevertretung
Bei der Kommunalwahl am 14. Mai 2023 wurden insgesamt neun Sitze vergeben. Von diesen erhielten sowohl die Demokratische Wählergemeinschaft Buchholz, als auch die Allgemeine Wählergemeinschaft Buchholz von 1952 und die Wählergemeinschaft Buchholz 701 jeweils drei Sitze.

### Wappen
Blasonierung: „Geteilt von Gold und Schwarz. Oben über einer oben mit fünf Kleeblättern besteckten grünen Leiste (sächsischer Rautenkranz) ein blauer Fisch (Brachse); unten drei begrannte goldene Ähren nebeneinander.“

## Verkehr
Buchholz liegt zwischen dem Seeufer und der Bundesstraße 207 Alte Salzstraße von Lüneburg nach Lübeck, die etwas südlich bei Ratzeburg von der Bundesstraße 208 (Bad Oldesloe - Wismar) gekreuzt wird.

## Sehenswürdigkeiten
In der Liste der Kulturdenkmale in Buchholz (Herzogtum Lauenburg) stehen die in der Denkmalliste des Landes Schleswig-Holstein eingetragenen Kulturdenkmale.